# Edukacja we Wrocławiu

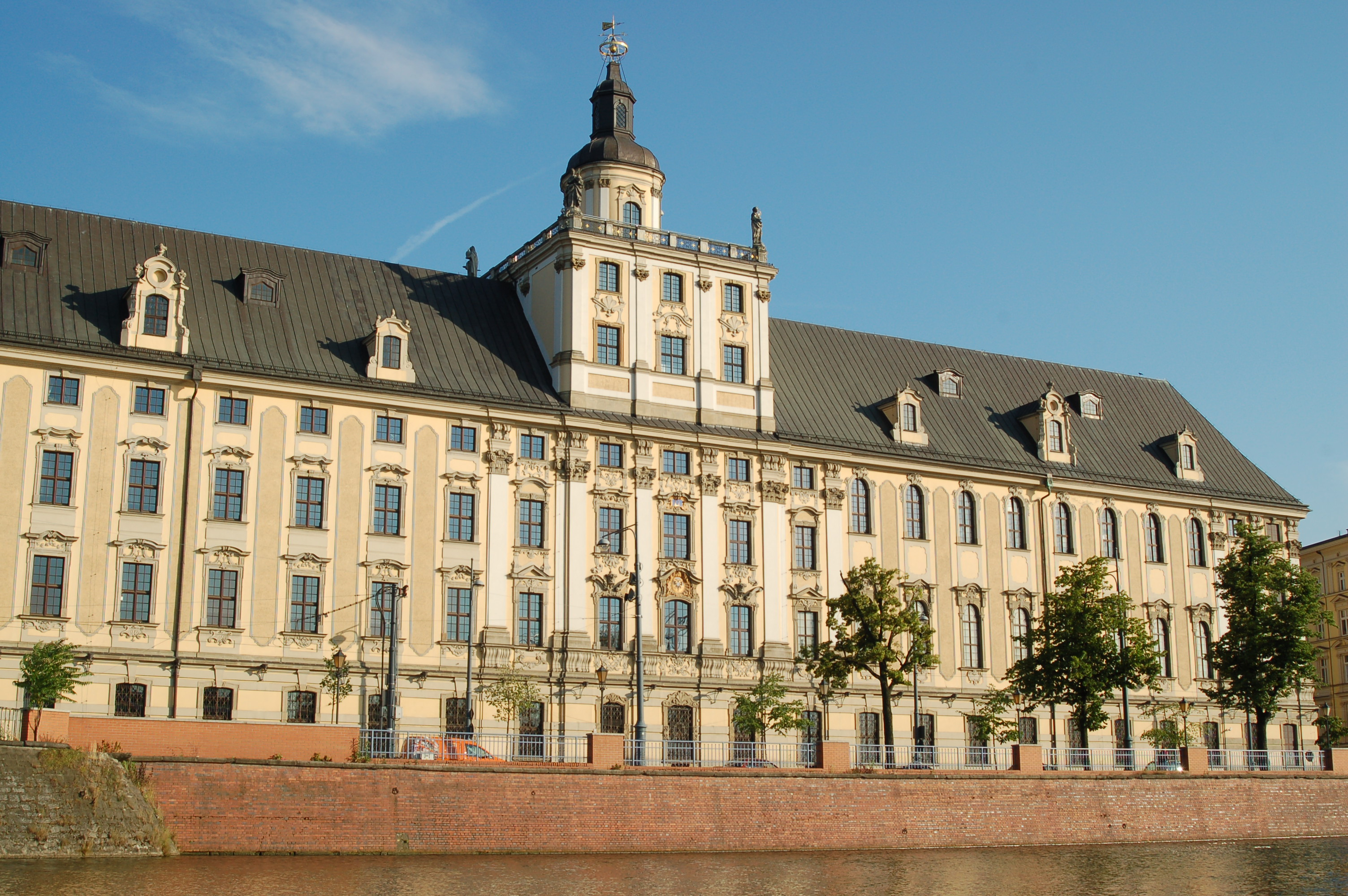
Uniwersytet Wrocławski

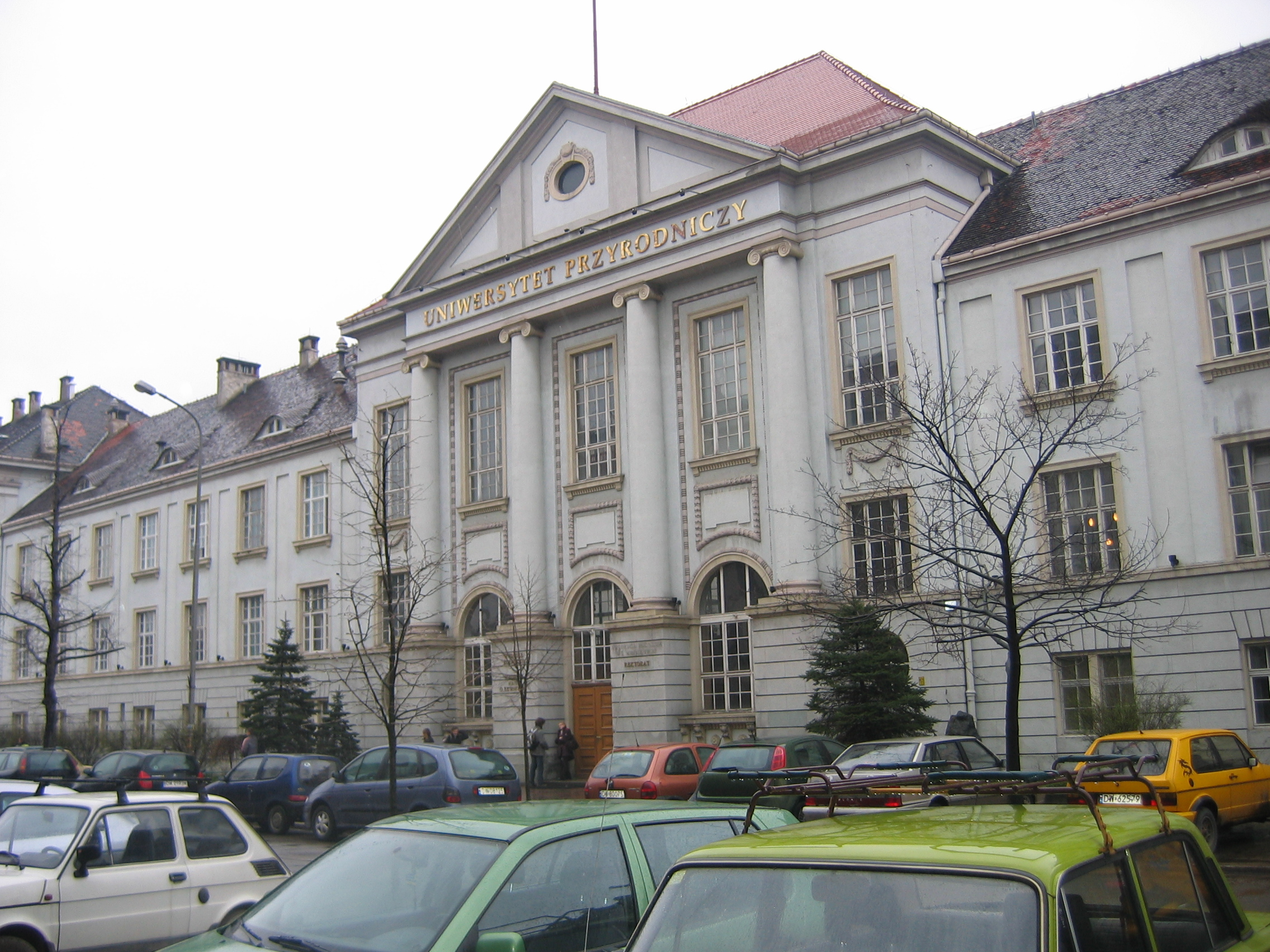
Uniwersytet Przyrodniczy

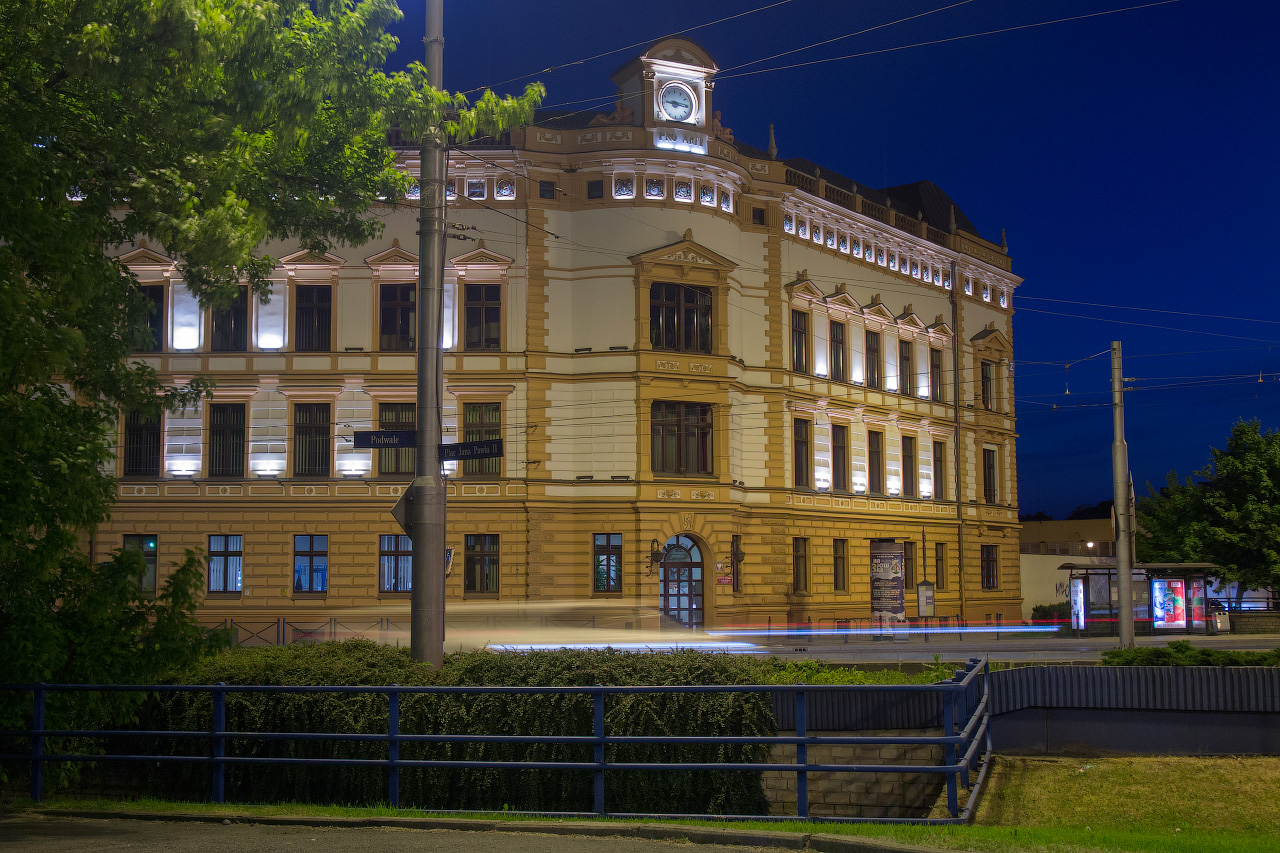
Akademia Muzyczna

Wrocław należy do największych w Polsce ośrodków uniwersyteckich. Na studiach stacjonarnych i niestacjonarnych kształci się tu około 100 tysięcy osób. Życie umysłowe skupia się wokół szkół wyższych, na czele z Uniwersytetem Wrocławskim liczącym 21 247 studentów i Politechniką Wrocławską liczącą 21 979 studentów. Założony w 1950 roku Uniwersytet Medyczny im. Piastów Śląskich we Wrocławiu posiada tradycje kształcenia sięgające 1811 roku. Uniwersytet Ekonomiczny we Wrocławiu – powołany w 1947 kształci ponad 8885 studentów. Uniwersytet Przyrodniczy we Wrocławiu założony w 1951 roku jest jednym z największych tego typu w kraju, z liczbą 6688 studentów. Oprócz licznych placówek państwowych, we Wrocławiu istnieje wiele uczelni prywatnych i ośrodków badawczych.

## Szkoły wyższe

### Uczelnie państwowe
- Akademia Muzyczna im. K. Lipińskiego
- Akademia Sztuk Pięknych im. E. Gepperta
- Akademia Sztuk Teatralnych im. S. Wyspiańskiego
- Akademia Wojsk Lądowych im. T. Kościuszki
- Akademia Wychowania Fizycznego im. Polskich Olimpijczyków
- Collegium Witelona Uczelnia Państwowa, filia we Wrocławiu
- Politechnika Wrocławska
- Uniwersytet Ekonomiczny
- Uniwersytet Medyczny im. Piastów Śląskich
- Uniwersytet Przyrodniczy
- Uniwersytet Wrocławski

### Uczelnie niepaństwowe
- Akademia Nauk Stosowanych
- Akademia Techniczno-Informatyczna w Naukach Stosowanych
- Ewangelikalna Wyższa Szkoła Teologiczna
- Metropolitalne Wyższe Seminarium Duchowne
- Międzynarodowa Wyższa Szkoła Logistyki i Transportu
- Niepubliczna Wyższa Szkoła Medyczna
- Papieski Wydział Teologiczny
- Szkoła Wyższa Rzemiosł Artystycznych i Zarządzania
- Uczelnia Biznesu i Nauk Stosowanych „Varsovia” w Warszawie, filia we Wrocławiu
- Uniwersytet Dolnośląski DSW
- Uniwersytet SWPS w Warszawie, filia we Wrocławiu
- Uniwersytet WSB Merito
- Wrocławska Akademia Biznesu w Naukach Stosowanych
- Wyższa Szkoła Bezpieczeństwa Publicznego i Indywidualnego „Apeiron” w Krakowie, filia we Wrocławiu
- Wyższa Szkoła Fizjoterapii
- Wyższa Szkoła Humanistyczna
- Wyższa Szkoła Kształcenia Zawodowego
- Wyższa Szkoła Prawa
- Wyższa Szkoła Sportu
- Wyższa Szkoła Zarządzania „Edukacja”
- Wyższe Seminarium Duchowne Franciszkanów
- Wyższe Seminarium Duchowne Katolickiego Kościoła Narodowego
- Wyższe Seminarium Duchowne Ojców Klaretynów
- Wyższe Seminarium Duchowne Ojców Sercanów

### Uczelnie nieistniejące
- Wyższa Szkoła Pedagogiczna (1950–1954) – przeniesiona do Opola
- Wyższa Szkoła Oficerska Inżynierii Wojskowej im. gen. Jakuba Jasińskiego (1990–1994) – następnie jako Wyższa Szkoła Oficerska im. Tadeusza Kościuszki ob. Akademia Wojsk Lądowych im. gen. Tadeusza Kościuszki
- Wyższa Szkoła Oficerska Wojsk Inżynieryjnych im. gen. Jakuba Jasińskiego (1967–1990) – następnie, po połączeniu z Wyższą Szkołą Oficerską Wojsk Chemicznych im. Stanisława Ziai w Krakowie, jako Wyższa Szkoła Oficerska Inżynierii Wojskowej
- Wyższa Szkoła Oficerska Wojsk Zmechanizowanych im. gen. Tadeusza Kościuszki (1943–1994) – następnie jako Wyższa Szkoła Oficerska im. Tadeusza Kościuszki ob. Akademia Wojsk Lądowych im. gen. Tadeusza Kościuszki
- Wyższa Szkoła Zarządzania i Finansów (1995–2012) – włączona do Wyższej Szkoły Bankowej
- Dolnośląska Wyższa Szkoła Służb Publicznych „Asesor” (2000–2013) – włączona do Dolnośląskiej Szkoły Wyższej
- Kolegium Nauczycielskie im. G. Piramowicza (1998–2015) – zlikwidowane przez zarząd województwa dolnośląskiego na podstawie Uchwały nr XXXIII/407/0 sejmiku wojewódzkiego
- Nauczycielskie Kolegium Języków Obcych (1990–2015) – zlikwidowane przez zarząd województwa dolnośląskiego na podstawie Uchwały nr XXXIII/405/0 sejmiku wojewódzkiego
- Wyższa Szkoła Filologiczna (2002–2020) – włączona do Wyższej Szkoły Bankowej
- Wyższa Szkoła Zarządzania i Marketingu (1995–2001), następnie jako filia Wyższej Szkoły Zarządzania i Bankowości w Poznaniu (2001–?)
- Wyższe Studium Fotografii „Afa” – przekształcone w policealną Wrocławską Szkołę Fotografii AFA
- Wyższa Szkoła – Edukacja w Sporcie w Warszawie, filia we Wrocławiu
- Kolegium Pracowników Służb Społecznych (2006–?)

## Placówki naukowo-badawcze
- Instytut Niskich Temperatur i Badań Strukturalnych im. Włodzimierza Trzebiatowskiego Polskiej Akademii Nauk
- Instytut Immunologii i Terapii Doświadczalnej im. Ludwika Hirszfelda Polskiej Akademii Nauk
- Oddział PAN we Wrocławiu
- Międzynarodowe Laboratorium Silnych Pól Magnetycznych i Niskich Temperatur – w 2017 roku instytucja włączona do Instytutu Niskich Temperatur i Badań Strukturalnych PAN
- Sieć Badawcza Łukasiewicz – PORT Polski Ośrodek Rozwoju Technologii
- Zakład Antropologii Polskiej Akademii Nauk

## Szkoły pomaturalne
- Policealne Studium Animatorów Kultury „SKiBA” we Wrocławiu
- Państwowe Pomaturalne Studium Kształcenia Animatorów Kultury i Bibliotekarzy we Wrocławiu – zlikwidowane 31 sierpnia 2018 roku na podstawie zarządzenia Ministra Kultury i Dziedzictwa Narodowego.

## Szkoły ponadpodstawowe

### Licea ogólnokształcące
| Nazwa | Uruchomienie | Adres                                                      | Budynki |
| --- | ------------ | ---------------------------------------------------------- | ------- |
| Akademickie Liceum Ogólnokształcące Politechnik Wrocławskiej                                                                 | 2014         | Wybrzeże Stanisława Wyspiańskiego 23-25                    |         |
| Liceum Ogólnokształcące nr I                                                                                                 |              | ul. Józefa Poniatowskiego 9                                |         |
| Liceum Ogólnokształcące nr II im. Piastów Śląskich we Wrocławiu (Zespół Szkół nr 22)                                         | 1946         | ul. Parkowa 18-26                                          |         |
| Liceum Ogólnokształcące nr III im. Adama Mickiewicza                                                                         | 1946         | ul. Składowa 5                                             |         |
| Liceum Ogólnokształcące nr IV im. Stefana Żeromskiego                                                                        | 1948         | ul. Stacha Świstackiego 12                                 |         |
| Liceum Ogólnokształcące nr V im. gen. Jakuba Jasińskiego (Zespół Szkół Ogólnokształcących nr 5)                              | 1948         | ul. Jacka Kuronia 14; dawniej: Grochowa 13                 |         |
| Liceum Ogólnokształcące nr VI im. Bolesława Prusa                                                                            |              | ul. Hutnicza 45                                            |         |
| Liceum Ogólnokształcące nr VII im. Krzysztofa Kamila Baczyńskiego                                                            |              | ul. Krucza 49                                              |         |
| Liceum Ogólnokształcące nr VIII im. Bolesława Krzywoustego                                                                   |              | ul. Zaporoska 71                                           |         |
| Liceum Ogólnokształcące nr IX im. Juliusza Słowackiego (Zespół Szkół Ogólnokształcących nr 3)                                |              | ul. Piotra Skargi 29/31                                    |         |
| Liceum Ogólnokształcące nr X im. Stefanii Sempołowskiej                                                                      |              | ul. Piesza 1                                               |         |
| Liceum Ogólnokształcące nr XI im. Stanisława Konarskiego (Zespół Szkół nr 19)                                                |              | ul. Spółdzielcza 2a                                        |         |
| Liceum Ogólnokształcące nr XII im. Bolesława Chrobrego                                                                       | 1956         | pl. Orląt Lwowskich 2a                                     |         |
| Liceum Ogólnokształcące nr XIII im. Aleksandra Fredry (Zespół Szkół nr 5)                                                    | 1973         | ul. Józefa Hauke-Bosaka 33                                 |         |
| Liceum Ogólnokształcące nr XIV im. Polonii Belgijskiej (Zespół Szkół nr 14)                                                  | 1974         | al. Aleksandra Brücknera 10                                |         |
| Liceum Ogólnokształcące nr XV im. mjr. Piotra Wysockiego                                                                     |              | ul. Wojrowicka 58                                          |         |
| Liceum Ogólnokształcące nr XVI (Lotnicze Zakłady Naukowe)                                                                    |              | ul. Kiełczowska 43                                         |         |
| Liceum Ogólnokształcące nr XVII im. Agnieszki Osieckiej                                                                      |              | ul. Tęczowa 60                                             |         |
| Liceum Ogólnokształcące nr XXIV (Zespół Szkół nr 4 im. Komisji Edukacji Narodowej)                                           |              | ul. Powstańców Śląskich 210/218                            |         |
| Liceum Ogólnokształcące nr XXIX im. Czesława Miłosza (Zespół Szkół nr 3)                                                     |              | ul. Szkocka 64                                             |         |
| Liceum Ogólnokształcące nr XXX z Oddziałami Integracyjnymi (Zespół Szkół Integracyjnych)                                     |              | ul. Nowodworska 78/82                                      |         |
| Liceum Ogólnokształcące nr XXXI dla Niepełnosprawnych Ruchowo (Zespół Szkół nr 17)                                           |              | ul. Poświęcka 8                                            |         |
| Liceum Ogólnokształcące Specjalne nr XXXII (Zespół Szkół nr 12)                                                              |              | ul. Poświęcka 8                                            |         |
| Liceum Ogólnokształcące dla Dorosłych nr I (Centrum Kształcenia Ustawicznego)                                                |              | ul. Swobodna 71/73                                         |         |
| Liceum Ogólnokształcące dla Dorosłych nr II (Zespół Szkół Ogólnokształcących nr 3)                                           |              | ul. Piotra Skargi 29/31                                    |         |
| Liceum Ogólnokształcące Dwujęzyczne nr IV (Zespół Szkół Ogólnokształcących nr 3)                                             |              | ul. Piotra Skargi 29/31                                    |         |
| Uzupełniające Liceum Ogólnokształcące dla Dorosłych nr I (Centrum Kształcenia Ustawicznego)                                  |              | ul. Swobodna 71/73                                         |         |
| Uzupełniające Liceum Ogólnokształcące dla Dorosłych nr II (Zespół Szkół Ogólnokształcących nr 3)                             |              | ul. Piotra Skargi 29/31                                    |         |
| Liceum Ogólnokształcące Mistrzostwa Sportowego nr I (Zespół Szkół nr 4 im. Komisji Edukacji Narodowej)                       |              | ul. Powstańców Śląskich 210-218                            |         |
| Liceum Ogólnokształcące Mistrzostwa Sportowego nr II (Zespół Szkół nr 22)                                                    |              | ul. Parkowa 18-26                                          |         |
| Liceum Ogólnokształcące (Dolnośląski Zakład Doskonalenia Zawodowego)                                                         |              | al. Wiśniowa 81                                            |         |
| Społeczne Liceum Ogólnokształcące Autorska Szkoła Samorozwoju Assa                                                           |              | ul. Kiełczowska 43                                         |         |
| Liceum Ogólnokształcące Sióstr Urszulanek Unii Rzymskiej                                                                     | 1946         | pl. Biskupa Nankiera 16                                    |         |
| Prywatne Salezjańskie Liceum Ogólnokształcące im. św. Dominika Savio                                                         |              | ul. Młodych Techników 17                                   |         |
| Liceum Ogólnokształcące Specjalne (Ewangelickie Centrum Diakonii i Edukacji im. ks. Marcina Lutra)                           |              | ul. Wejherowska 28                                         |         |
| Prywatne Liceum Ogólnokształcące „Olimp”                                                                                     |              | ul. Wagonowa 12                                            |         |
| Katolickie Liceum Ogólnokształcące im. MNP Pośredniczki Łask                                                                 |              | ul. Szkocka 64                                             |         |
| Prywatne Liceum Ogólnokształcące „abor”                                                                                      |              | ul. Pabianicka 2                                           |         |
| Liceum Sportowe „Gimbasket”                                                                                                  |              | ul. Toruńska 76                                            |         |
| Europejskie Liceum Ogólnokształcące Sigma                                                                                    |              | pl. św.Macieja 7A                                          |         |
| Społeczne Liceum Ogólnokształcące „Ala”                                                                                      |              | ul. Robotnicza 36-38                                       |         |
| Społeczne Integracyjne Liceum Ogólnokształcące „Amigo”                                                                       |              | ul. Żelazna 36                                             |         |
| Liceum Ogólnokształcące „Ekola”                                                                                              |              | ul. Ojca Beyzyma 17                                        |         |
| Prywatne Liceum Ogólnokształcące dla Dorosłych „Avanti”                                                                      |              | ul. Zachodnia 2                                            |         |
| Międzynarodowe Liceum Ogólnokształcące we Wrocławiu (International High School of Wroclaw) Fundacji Edukacji Międzynarodowej | 2014         | ul. Racławicka 101 kampus Centrum Edukacji Międzynarodowej |         |
| Omega Liceum Ogólnokształcące dla Dorosłych                                                                                  |              | Rynek-Ratusz 15                                            |         |
| Liceum Ogólnokształcące Trzyletnie „Żak”                                                                                     |              | ul. Krupnicza 2/4                                          |         |
| Liceum Ogólnokształcące dla Dorosłych                                                                                        |              | ul. Stanisława Przybyszewskiego 59                         |         |
| Liceum Ogólnokształcące dla Dorosłych Centrum Kształcenia Kadr „Profesja”                                                    |              | ul. Stanisława Przybyszewskiego 59                         |         |
| Zaoczne Liceum Ogólnokształcące „Cosinus”                                                                                    |              | ul. Jedności Narodowej 117                                 |         |
| Liceum Ogólnokształcące dla Dorosłych AP Edukacja                                                                            |              | Rynek 42-43/8                                              |         |
| Liceum Ogólnokształcące TEB Edukacja dla Dorosłych                                                                           |              | ul. Wagonowa 12                                            |         |
| NOVA Niepubliczne Liceum Ogólnokształcące dla Dorosłych                                                                      |              | ul. Składowa 2/4                                           |         |
| Prywatne Liceum Ogólnokształcące dla Dorosłych                                                                               |              | ul. Słubicka 29-33                                         |         |
| Liceum Ogólnokształcące dla Dorosłych ZIP nr 2                                                                               |              | ul. Kraińskiego 1                                          |         |
| Liceum Ogólnokształcące dla Dorosłych „Edukacja”                                                                             |              | ul. Krakowska 56-62                                        |         |
| Prywatne Liceum Ogólnokształcące dla Dorosłych „Magnus”                                                                      |              | ul. Parkowa 18-26                                          |         |
| Liceum Ogólnokształcące nr 1 dla Dorosłych „Mur”                                                                             |              | ul. Kiełczowska 43                                         |         |
| Liceum Ogólnokształcące dla Dorosłych „Maja”                                                                                 |              | ul. Jana Władysława Dawida 5/7                             |         |
| Zaoczne Liceum Ogólnokształcące dla Dorosłych                                                                                |              | ul. Trzebnicka 42                                          |         |
| 3-Letnie Liceum Ogólnokształcące dla Dorosłych „Novum”                                                                       |              | ul. Prosta 16                                              |         |

### Technika
| Nazwa                                                                                              | Uruchomienie | Adres                           | Budynki |
| -------------------------------------------------------------------------------------------------- | ------------ | ------------------------------- | ------- |
| Technikum nr 1 im. Kemala Mustafy Atatürka (Zespół Szkół nr 1)                                     |              | ul. Słubicka 29-33              |         |
| Technikum nr 2 (Zespół Szkół nr 2)                                                                 |              | ul. Borowska 105                |         |
| Technikum nr 3 (Zespół Szkół nr 18)                                                                |              | ul. Młodych Techników 58        |         |
| Technikum nr 4 (Zespół Szkół nr 4 im. Komisji Edukacji Narodowej)                                  |              | ul. Powstańców Śląskich 210/212 |         |
| Technikum nr 5 im. Jana Kilińskiego (Zespół Szkół Zawodowych nr 5)                                 |              | ul. Jana Władysława Dawida 5/7  |         |
| Technikum nr 6 (Lotnicze Zakłady Naukowe)                                                          |              | ul. Kiełczowska 43              |         |
| Technikum nr 7 im. Polskich Zwycięzców Enigmy (Zespół Szkół Teleinformatycznych i Elektronicznych) |              | ul. Józefa Hauke-Bosaka 21      |         |
| Technikum nr 8 (Zespół Szkół Ekonomicznych im. Mikołaja Kopernika)                                 |              | ul. Drukarska 50                |         |
| Technikum nr 9 (Zespół Szkół Gastronomicznych)                                                     |              | ul. Kamienna 86                 |         |
| Technikum nr 10 (Elektroniczne Zakłady Naukowe im. Fryderyka Joliot-Curie)                         |              | Braniborska 57                  |         |
| Technikum nr 11 (Zespół Szkół Budowlanych im. gen. Józefa Bema)                                    |              | ul. Grabiszyńska 236            |         |
| Technikum nr 12 (Zespół Szkół nr 23 im. ks. Stanisława Staszica)                                   |              | ul. Jana Władysława Dawida 9/11 |         |
| Technikum nr 13 (Zespół Szkół Ekonomiczno-Administracyjnych im. Marii Dąbrowskiej)                 |              | ul. Stanisława Worcella 3       |         |
| Technikum nr 14 z Oddziałami Integracyjnymi (Zespół Szkół Integracyjnych)                          |              | ul. Nowodworska 78/82           |         |
| Technikum nr 15 im. Marii Skłodowskiej-Curie (Zespół Szkół nr 25)                                  |              | ul. Skwierzyńska 1/7            |         |
| Technikum nr 16 im. Czesława Miłosza (Zespół Szkół nr 3)                                           |              | ul. Szkocka 64                  |         |
| Technikum Uzupełniające nr 2 (Zespół Szkół nr 2 im. I Korpusu Pancernego Wojska Polskiego)         |              | ul. Borowska 105                |         |
| Technikum Uzupełniające nr 6 (Zespół Szkół Gastronomicznych)                                       |              | Kamienna 86                     |         |
| Technikum Elektroniczne (Dolnośląski Zakład Doskonalenia Zawodowego)                               |              | al. Wiśniowa 81                 |         |
| Technikum Stylizacji i Fryzjerstwa „Edukacja”                                                      |              | ul. Krakowska 56-62             |         |
| Technikum Budowlane „Edukacja”                                                                     |              | ul. Krakowska 56-62             |         |
| Technikum (Publiczna Szkoła Gastronomiczna HO-GA)                                                  |              | ul. Jedności Narodowej 46a      |         |
| Technikum Elektryczne „Edukacja”                                                                   |              | ul. Krakowska 56-62             |         |
| Technikum Ekonomiczne „Biznes i Bankowość”                                                         |              | ul. Drukarska 50                |         |
| Technikum Ekonomiczne (Ewangelickie Centrum Diakonii i Edukacji im. ks. Marcina Lutra)             |              | ul. Wejherowska 28              |         |
| Uzupełniające Technikum Mechaniczne nr 2 dla Dorosłych „Interstudium”                              |              | ul. Kiełczowska 43              |         |
| Uzupełniające Technikum Stylizacji i Fryzjerstwa „Edukacja”                                        |              | ul. Krakowska 56-62             |         |
| Uzupełniające Technikum Mechaniczne „Edukacja”                                                     |              | ul. Krakowska 56-62             |         |
| Uzupełniające Technikum Elektryczne „Edukacja”                                                     |              | ul. Krakowska 56-62             |         |

### Zasadnicze szkoły zawodowe
| Nazwa | Uruchomienie | Adres                          | Budynki |
| --- | ------------ | ------------------------------ | ------- |
| Zasadnicza Szkoła Zawodowa nr 1 im. Polskich Zwycięzców Enigmy (Zespół Szkół Teleinformatycznych i Elektronicznych) |              | ul. Józefa Hauke Bosaka 21     |         |
| Zasadnicza Szkoła Zawodowa nr 2 (Zespół Szkół nr 2 im. I Korpusu Pancernego Wojska Polskiego)                       |              | ul. Borowska 105               |         |
| Zasadnicza Szkoła Zawodowa nr 3 (Zespół Szkół nr 18)                                                                |              | ul. Młodych Techników 58       |         |
| Zasadnicza Szkoła Zawodowa nr 4 (Zespół Szkół Budowlanych im. gen. Józefa Bema)                                     |              | ul. Grabiszyńska 236           |         |
| Zasadnicza Szkoła Zawodowa nr 5 im. Jana Kilińskiego (Zespół Szkół Zawodowych nr 5)                                 |              | ul. Jana Władysława Dawida 5/7 |         |
| Zasadnicza Szkoła Zawodowa nr 6 (Lotnicze Zakłady Naukowe)                                                          |              | ul. Kiełczowska 43             |         |
| Zasadnicza Szkoła Zawodowa nr 7 (Zespół Szkół Ekonomicznych im. Mikołaja Kopernika)                                 |              | ul. Słubicka 29-33             |         |
| Zasadnicza Szkoła Zawodowa nr 9 (Zespół Szkół Gastronomicznych)                                                     |              | ul. Kamienna 86                |         |
| Zasadnicza Szkoła Zawodowa nr 10 (Zespół Szkół nr 1)                                                                |              | ul. Słubicka 29-33             |         |
| Zasadnicza Szkoła Zawodowa dla Dorosłych (Centrum Kształcenia Ustawicznego)                                         |              | ul. Swobodna 71/73             |         |
| Szkoła Przysposabiająca do Pracy nr 1 specjalna (Specjalny Ośrodek Szkolno-Wychowawczy nr 10)                       |              | ul. Parkowa 27                 |         |
| Szkoła Specjalna Przysposabiająca do Pracy nr 2 dla Uczniów z Autyzmem (Zespół Placówek Oświatowych nr 2)           |              | ul. Głogowska 30               |         |
| Zasadnicza Szkoła Zawodowa nr 12 (Młodzieżowy Ośrodek Socjoterapii nr 2)                                            |              | ul. Kielecka 51                |         |
| Zasadnicza Szkoła Zawodowa Specjalna nr 13 (Specjalny Ośrodek Szkolno-Wychowawczy nr 10 im. Janusza Korczaka)       |              | ul. Parkowa 27                 |         |
| Zasadnicza Szkoła Zawodowa Specjalna nr 14 (Specjalny Ośrodek Szkolno-Wychowawczy nr 11 im. Józefy Joteyko)         |              | ul. Kamienna 99/101            |         |
| Zasadnicza Szkoła Zawodowa Specjalna (Dolnośląski Zakład Doskonalenia Zawodowego)                                   |              | al. Wiśniowa 81                |         |
| Zasadnicza Szkoła Zawodowa Specjalna (Ewangelickie Centrum Diakonii i Edukacji im. ks. Marcina Lutra)               |              | ul. Wejherowska 28             |         |

## Szkoły podstawowe

### Szkoły podstawowe publiczne
| Nazwa | Uruchomienie | Adres                                     | Budynki |
| --- | ------------ | ----------------------------------------- | ------- |
| Szkoła Podstawowa nr 1 im. Marii Dąbrowskiej                                                                         | 1945         | ul. Nowowiejska 78                        |         |
| Szkoła Podstawowa nr 2 im. Henryka Sucharskiego                                                                      |              | ul. Komuny Paryskiej 36/38                |         |
| Szkoła Podstawowa nr 3 im. Mariusza Zaruskiego                                                                       |              | ul. Bobrza 27                             |         |
| Szkoła Podstawowa nr 8 im. Marszałka Józefa Piłsudskiego                                                             |              | ul. Kowalska 105                          |         |
| Szkoła Podstawowa nr 9 im. Wincentego Pola                                                                           |              | ul. Nyska 66                              |         |
| Szkoła Podstawowa nr 10 im. Bolesława Krzywoustego                                                                   |              | ul. Inflancka 13                          |         |
| Szkoła Podstawowa nr 12 im. Marii Skłodowskiej-Curie                                                                 |              | ul. Zygmunta Janiszewskiego 14            |         |
| Szkoła Podstawowa nr 15 im. Księżnej Jadwigi Śląskiej                                                                |              | ul. Ludwika Solskiego 13                  |         |
| Szkoła Podstawowa nr 16                                                                                              |              | ul. Wietrzna 50                           |         |
| Szkoła Podstawowa nr 17 im. prof. Stanisława Kulczyńskiego                                                           |              | ul. Wieczysta 105                         |         |
| Szkoła Podstawowa nr 18                                                                                              | 1973         | ul. Poznańska 26                          |         |
| Szkoła Podstawowa nr 19 im. Bolesława Chrobrego                                                                      |              | ul. Koszykarska 2/4                       |         |
| Szkoła Podstawowa nr 20 im. Orła Białego                                                                             |              | ul. Henryka Kamieńskiego 24               |         |
| Szkoła Podstawowa nr 21 im. Mieszka I                                                                                |              | ul. Osobowicka 127                        |         |
| Szkoła Podstawowa nr 22                                                                                              |              | ul. Stabłowicka 143                       |         |
| Szkoła Podstawowa nr 23 im. gen. Stefana „Grota” Roweckiego                                                          |              | ul. Przystankowa 32                       |         |
| Szkoła Podstawowa nr 24                                                                                              |              | ul. Częstochowska 42                      |         |
| Szkoła Podstawowa nr 25 im. Franciszka Juszczaka                                                                     |              | ul. Stanisławowska 38/44                  |         |
| Szkoła Podstawowa nr 26 im. Piastów Śląskich                                                                         |              | ul. Suwalska 5                            |         |
| Szkoła Podstawowa nr 27                                                                                              |              | ul. Rumiankowa 34                         |         |
| Szkoła Podstawowa nr 28 im. Generała Leopolda Okulickiego                                                            |              | ul. Grecka 59                             |         |
| Szkoła Podstawowa nr 30 im. Wojsk Obrony Powietrznej Kraju                                                           |              | ul. Zaporoska 28                          |         |
| Szkoła Podstawowa nr 34                                                                                              |              | ul. Konstantego Ildefonsa Gałczyńskiego 8 |         |
| Szkoła Podstawowa nr 36 im. Bohaterów Westerplatte                                                                   |              | ul. Fryderyka Chopina 9b                  |         |
| Szkoła Podstawowa nr 37 im. Kardynała Stefana Wyszyńskiego                                                           |              | ul. Sarbinowska 10                        |         |
| Szkoła Podstawowa nr 38 im. Jerzego Kukuczki                                                                         |              | ul. Eugeniusza Horbaczewskiego 61         |         |
| Szkoła Podstawowa nr 39 im. Księdza Jana Twardowskiego                                                               |              | ul. Przedwiośnie 47/49                    |         |
| Szkoła Podstawowa nr 40 im. prof. Bolesława Iwaszkiewicza                                                            |              | ul. Sołtysowicka 34                       |         |
| Szkoła Podstawowa nr 42 z Oddziałami Specjalnymi dla Niedostosowanych Społecznie                                     |              | ul. Wałbrzyska 50                         |         |
| Szkoła Podstawowa nr 43 z Oddziałami Integracyjnymi                                                                  |              | ul. Grochowa 36/38                        |         |
| Szkoła Podstawowa nr 44 im. Jana III Sobieskiego                                                                     |              | ul. Wilanowska 31                         |         |
| Szkoła Podstawowa nr 45 im. Janusza Kusocińskiego (Zespół Szkół nr 9)                                                |              | ul. Rafała Krajewskiego 1                 |         |
| Sportowa Szkoła Podstawowa nr 46 im. Polskich Olimpijczyków                                                          |              | ul. Ścinawska 21                          |         |
| Szkoła Podstawowa nr 47                                                                                              |              | ul. Januszowicka 35/37                    |         |
| Szkoła Podstawowa nr 50 im. Ossolineum                                                                               |              | ul. Czeska 38                             |         |
| Szkoła Podstawowa nr 51 im. Jana Pawła II                                                                            |              | ul. Krępicka 50                           |         |
| Szkoła Podstawowa nr 53 im. prof. Stefana Banacha                                                                    |              | ul. Strachocińska 155-157                 |         |
| Szkoła Podstawowa nr 58 im. Wandy Rutkiewicz                                                                         |              | ul. Składowa 2/4                          |         |
| Szkoła Podstawowa nr 61 im. Janusza Korczaka                                                                         |              | ul. Skarbowców 8                          |         |
| Szkoła Podstawowa nr 63 im. Anny Jasińskiej                                                                          |              | ul. Mennicza 21/23                        |         |
| Szkoła Podstawowa nr 64 im. Władysława Broniewskiego                                                                 |              | ul. Wojszycka 1/13                        |         |
| Szkoła Podstawowa nr 65 im. Bertolta Brechta                                                                         |              | ul. Kłodnicka 36                          |         |
| Szkoła Podstawowa nr 67                                                                                              |              | pl. Muzealny 20                           |         |
| Szkoła Podstawowa nr 68 im. II Tysiąclecia Wrocławia                                                                 |              | ul. Szczęśliwa 28                         |         |
| Szkoła Podstawowa nr 71 im. Zesłańców Sybiru (do lipca 2018 im. Leona Kruczkowskiego)                                |              | Podwale 57                                |         |
| Sportowa Szkoła Podstawowa nr 72 im. Władka Zarembowicza                                                             |              | ul. Trwała 17/19                          |         |
| Szkoła Podstawowa nr 73 im. Generała Władysława Andersa                                                              |              | ul. Gliniana 30                           |         |
| Szkoła Podstawowa nr 74 im. Prymasa Tysiąclecia                                                                      |              | ul. Kleczkowska 2                         |         |
| Szkoła Podstawowa nr 75 im. Henryka Sienkiewicza                                                                     |              | ul. Piotra Ignuta 28                      |         |
| Szkoła Podstawowa nr 76 z Oddziałami Sportowymi im. Żołnierzy I Armii Wojska Polskiego                               |              | ul. Wandy 13                              |         |
| Szkoła Podstawowa nr 78 im. Mikołaja Kopernika                                                                       |              | ul. Jedności Narodowej 195                |         |
| Szkoła Podstawowa nr 80 im. Tysiąclecia Wrocławia                                                                    |              | ul. Polna 4                               |         |
| Szkoła Podstawowa nr 82 im. Budowniczych Wrocławia                                                                   |              | ul. Blacharska 13                         |         |
| Szkoła Podstawowa nr 83 im. Jana Kasprowicza                                                                         |              | ul. Tadeusza Boya-Żeleńskiego 32          |         |
| Szkoła Podstawowa nr 84 im. Ruchu Obrońców Pokoju                                                                    |              | ul. Łukasza Górnickiego 20                |         |
| Szermiercza Sportowa Szkoła Podstawowa nr 85 im. prof. Mariana Suskiego                                              |              | ul. Romualda Traugutta 37                 |         |
| Szkoła Podstawowa nr 90 im. prof. Stanisława Tołpy                                                                   |              | ul. Orzechowa 62                          |         |
| Szkoła Podstawowa nr 91 im. Orląt Lwowskich                                                                          |              | ul. Stefanii Sempołowskiej 54             |         |
| Szkoła Podstawowa nr 93 im. Tradycji Orła Białego                                                                    |              | ul. Juliana Ursyna Niemcewicza 29/31      |         |
| Szkoła Podstawowa nr 95 im. Jarosława Iwaszkiewicza                                                                  |              | ul. Starogajowa 66-68                     |         |
| Szkoła Podstawowa nr 96 im. Leonida Teligi                                                                           |              | ul. Krakowska 2                           |         |
| Szkoła Podstawowa nr 97 im. Jana Brzechwy (Zespół Szkół nr 7)                                                        |              | ul. Prosta 16                             |         |
| Szkoła Podstawowa nr 98 im. Piastów Wrocławskich                                                                     |              | ul. Sycowska 22                           |         |
| Szkoła Podstawowa nr 99 im. Tadeusza Kościuszki                                                                      |              | ul. Głubczycka 3                          |         |
| Szkoła Podstawowa nr 107 im. Piotra Włostowica                                                                       |              | ul. Bolesława Prusa 64/74                 |         |
| Szkoła Podstawowa nr 108 im. Juliana Tuwima                                                                          |              | ul. Bolesława Chrobrego 3                 |         |
| Szkoła Podstawowa nr 109 im. Edwarda Dembowskiego                                                                    |              | ul. Inżynierska 54                        |         |
| Szkoła Podstawowa nr 113 im. Adama Rapackiego                                                                        |              | ul. Zemska 16c                            |         |
| Szkoła Podstawowa nr 118 im. płk. pil. Bolesława Orlińskiego                                                         | 1994         | Bulwar Ikara 19                           |         |
| Terapeutyczna Szkoła Podstawowa nr 119                                                                               |              | ul. Bytomska 7                            |         |
| Szkoły specjalne |              |                                           |         |
| Szkoła Podstawowa Specjalna nr 48 dla Dzieci Słabosłyszących                                                         |              | ul. Fryderyka Chopina 9b                  |         |
| Szkoła Podstawowa Specjalna nr 86                                                                                    |              | ul. Kielecka 51                           |         |
| Szkoła Podstawowa Specjalna nr 87                                                                                    |              | ul. Parkowa 27                            |         |
| Szkoła Podstawowa Specjalna nr 88                                                                                    |              | ul. Borowska 101                          |         |
| Szkoła Podstawowa Specjalna nr 89                                                                                    |              | ul. Wejherowska 28                        |         |
| Szkoła Podstawowa Specjalna nr 100 dla Niepełnosprawnych Ruchowo                                                     |              | ul. Poświęcka 8                           |         |
| Szkoła Podstawowa Specjalna nr 101 dla Uczniów z Zaburzeniami Psychicznymi i Przewlekle Chorych (Zespół Szkół nr 13) |              | ul. Wołowska 9                            |         |
| Szkoła Podstawowa Specjalna nr 102 dla Uczniów z Autyzmem                                                            |              | ul. Głogowska 30                          |         |
| Szkoła Podstawowa Specjalna nr 115                                                                                   |              | ul. Kamienna 99/101                       |         |
| Szkoła Podstawowa Specjalna nr 116 dla Uczniów z Dziecięcym Porażeniem Mózgowym                                      |              | ul. Piotra Ignuta 28                      |         |
| Szkoła Podstawowa Specjalna nr 120 dla Uczniów z Zaburzeniami Psychicznymi i Przewlekle Chorych                      |              | ul. Białowieska 74a                       |         |

### Szkoły podstawowe niepubliczne
| Nazwa                                                                                               | Uruchomienie | Adres                                                      | Budynki |
| --------------------------------------------------------------------------------------------------- | ------------ | ---------------------------------------------------------- | ------- |
| Niepubliczna Szkoła Podstawowa Sióstr Salezjanek im. Jana Pawła II (Zespół Szkół Sióstr Salezjanek) |              | pl. Franciszkański 1-3                                     |         |
| Leonardo da Vinci Niepubliczna Szkoła Podstawowa                                                    |              | ul. Młodych Techników 58                                   |         |
| Społeczna Szkoła Podstawowa „Optimum”                                                               |              | ul. Młodych Techników 58                                   |         |
| Chrześcijańska Szkoła Podstawowa                                                                    |              | ul. Stalowowolska 24/26                                    |         |
| Prywatna Szkoła Podstawowa „Sigma”                                                                  |              | pl. św. Macieja 7A                                         |         |
| Niepubliczny Zespół Edukacyjny „Alis”                                                               |              | ul. Orla 3                                                 |         |
| Wrocławska Szkoła Przyszłości                                                                       |              | ul. Skwierzyńska 34a                                       |         |
| Dwujęzyczna Szkoła Podstawowa „Atut” Fundacji Edukacji Międzynarodowej                              | 1990         | ul. Racławicka 101 kampus Centrum Edukacji Międzynarodowej |         |
| Społeczna Szkoła Podstawowa Zakrzowskiego Stowarzyszenia Edukacyjnego „Rodzina”                     |              | ul. Zatorska 11                                            |         |
| Niepubliczna Szkoła Podstawowa                                                                      |              | ul. Pęgowska 34                                            |         |
| Szkoła Podstawowa „Ekola”                                                                           |              | ul. Tadeusza Zielińskiego 56                               |         |
| Szkoła Podstawowa „Primus”                                                                          |              | ul. Jana Matejki 16A                                       |         |
| Szkoła Podstawowa Dialogu Kultur Etz Chaim                                                          |              | ul. Żelazna 57                                             |         |
| Polsko-Niemiecka Szkoła Podstawowa (Ewangelickie Centrum Diakonii i Edukacji im. ks. Marcina Lutra) |              | ul. Wejherowska 28                                         |         |

## Szkoły artystyczne
| Nazwa                                                                                            | Uruchomienie | Adres                      | Budynki |
| ------------------------------------------------------------------------------------------------ | ------------ | -------------------------- | ------- |
| Ogólnokształcąca Szkoła Sztuk Pięknych (Zespół Szkół Plastycznych im. Stanisława Kopystyńskiego) |              | ul. Piotra Skargi 23       |         |
| Liceum Plastyczne (Zespół Szkół Plastycznych im. Stanisława Kopystyńskiego)                      |              | ul. Piotra Skargi 23       |         |
| Szkoła Muzyczna I stopnia nr 2 (Zespół Szkół nr 9)                                               |              | ul. Rafała Krajewskiego 1  |         |
| Szkoła Muzyczna I stopnia nr 3 (Zespół Szkół nr 20)                                              |              | ul. Kłodnicka 36           |         |
| Ogólnokształcąca Szkoła Muzyczna I stopnia nr 2 im. Fryderyka Chopina (Zespół Szkół nr 9)        |              | ul. Rafała Krajewskiego 1  |         |
| Ogólnokształcąca Szkoła Muzyczna I stopnia nr 3 (Zespół Szkół nr 20)                             |              | ul. Kłodnicka 36           |         |
| Szkoła Muzyczna I stopnia im. Grażyny Bacewicz                                                   |              | pl. Powstańców Śląskich 12 |         |
| Państwowa Szkoła Muzyczna II stopnia im. Ryszarda Bukowskiego                                    |              | ul. Podwale 68/69          |         |
| Ogólnokształcąca Szkoła Muzyczna I i II st. im. K. Szymanowskiego                                |              | ul. Józefa Piłsudskiego 25 |         |
| Wrocławskie Szkoły Fotografii AFA i Pho-Bos                                                      |              | ul. Fabryczna 14           |         |

## Szkoły nieistniejące
- Szkoła Joachima Heimanna
- Szkoła Przemysłowa dla Ubogich Dziewcząt Żydowskich
- Szkoła Sevina Jacoba Wezlara
- Miejska Szkoła Polska
- Żydowskie Seminarium Teologiczne Fundacji Fränkla

### Gimnazja

#### Gimnazja publiczne
| Nazwa | Uruchomienie | Adres                              | Budynki |
| --- | ------------ | ---------------------------------- | ------- |
| Gimnazjum nr 1 im. Hugona Dionizego Steinhausa                                                              | 1999         | ul. Jelenia 7                      |         |
| Gimnazjum nr 2 im. Józefa Mackiewicza                                                                       | 1999         | ul. Gorlicka 25                    |         |
| Gimnazjum nr 3 im. Mistrzów Olimpijskich                                                                    | 1999         | ul. Stacha Świstackiego 12a        |         |
| Gimnazjum nr 4 im. Ojca Świętego Jana Pawła II                                                              | 1999         | ul. Paulińska 14                   |         |
| Gimnazjum nr 5 im. Cypriana Kamila Norwida (Zespół Szkół nr 7)                                              | 1999         | ul. Iwana Pawłowa 15               |         |
| Gimnazjum nr 6                                                                                              | 1999         | al. Pracy 24                       |         |
| Gimnazjum nr 7 im. Tradycji Herbu Wrocławia                                                                 | 1999         | ul. Kolista 17                     |         |
| Gimnazjum nr 8                                                                                              | 1999         | ul. Franklina Delano Roosevelta 15 |         |
| Gimnazjum nr 9 im. św. Jadwigi Śląskiej                                                                     | 1999         | ul. Sarbinowska 10                 |         |
| Gimnazjum nr 10 z Oddziałami Dwujęzycznymi (Zespół Szkół Ogólnokształcących nr 3)                           | 1999         | ul. Piotra Skargi 29/31            |         |
| Gimnazjum nr 11 im. Stefana Batorego (Zespół Szkół nr 10)                                                   | 1999         | ul. Wilanowska 31                  |         |
| Gimnazjum nr 12 (Zespół Szkół nr 24)                                                                        | 1999         | ul. Paula Eluarda 51/55            |         |
| Gimnazjum nr 13 im. Unii Europejskiej                                                                       | 1999         | ul. Mikołaja Reja 1/3              |         |
| Gimnazjum nr 14 im. Hugona Kołłątaja                                                                        | 1999         | ul. Hugona Kołłątaja 1/6           |         |
| Gimnazjum nr 15 im. Profesorów Lwowskich                                                                    | 1999         | ul. Jedności Narodowej 117         |         |
| Gimnazjum nr 16 im. Andrzeja Waligórskiego                                                                  | 1999         | ul. Jemiołowa 57                   |         |
| Gimnazjum nr 17 im. ks. Jana Twardowskiego                                                                  | 1999         | ul. Ślężna 2/24                    |         |
| Gimnazjum nr 18 im. Armii Krajowej                                                                          | 1999         | ul. Kłodnicka 36                   |         |
| Gimnazjum nr 19 im. Zbigniewa Herberta                                                                      | 1999         | ul. Edwarda Dembowskiego 39        |         |
| Gimnazjum nr 20 im. prof. Alfreda Jahna                                                                     | 1999         | ul. Fryderyka Pautscha 9           |         |
| Gimnazjum nr 21                                                                                             | 1999         | ul. św. Jerzego 4                  |         |
| Gimnazjum nr 22 im. Lothara Herbsta                                                                         | 1999         | ul. Lubelska 95a                   |         |
| Gimnazjum nr 23 im. Wandy Rutkiewicz                                                                        | 1999         | ul. Jastrzębia 26                  |         |
| Gimnazjum nr 24 im. Janusza Korczaka                                                                        | 1999         | ul. Stanisława Przybyszewskiego 59 |         |
| Gimnazjum nr 25 im. Władysława Kopalińskiego                                                                | 1999         | ul. Orzechowa 62                   |         |
| Gimnazjum Dwujęzyczne nr 26 (Zespół Szkół Ogólnokształcących nr 5)                                          | 2006         | ul. Grochowa 13                    |         |
| Gimnazjum nr 27 im. Ossolineum                                                                              |              | ul. Czeska 40                      |         |
| Gimnazjum nr 28 im. Kawalerów Orderu Orła Białego                                                           | 1999         | ul. Zachodnia 2                    |         |
| Gimnazjum nr 29 im. Konstytucji 3 Maja                                                                      | 1999         | ul. Wincentego Kraińskiego 1       |         |
| Gimnazjum nr 30 im. Polonii Francuskiej                                                                     |              | ul. Jantarowa 5                    |         |
| Gimnazjum nr 31 im. Czesława Miłosza (Zespół Szkół nr 3)                                                    |              | ul. Szkocka 64                     |         |
| Gimnazjum nr 34                                                                                             |              | ul. Zemska 16e                     |         |
| Gimnazjum nr 37 (Zespół Szkół nr 18)                                                                        |              | ul. Młodych Techników 58           |         |
| Gimnazjum nr 38 (Zespół Szkół nr 4 im. Komisji Edukacji Narodowej)                                          |              | ul. Powstańców Śląskich 210/218    |         |
| Gimnazjum nr 39 im. Rotmistrza Witolda Pileckiego                                                           |              | ul. Aleksandra Brücknera 12        |         |
| Gimnazjum nr 40 im. Noblistów Polskich                                                                      |              | ul. Mariana Morelowskiego 43       |         |
| Gimnazjum Dwujęzyczne nr 48 (Zespół Szkół nr 5)                                                             |              | ul. Józefa Hauke Bosaka 33         |         |
| Gimnazjum nr 49 z oddziałami dwujęzycznymi (Zespół Szkół nr 14)                                             |              | ul. Aleksandra Brücknera 10        |         |
| Gimnazjum Integracyjne nr 50 (Zespół Szkół nr 11)                                                           |              | ul. Grochowa 36/38                 |         |
| Gimnazjum Integracyjne nr 54 (Specjalny Ośrodek Szkolno-Wychowawczy nr 9 im. Jana Brzechwy)                 |              | ul. Wejherowska 28                 |         |
| Gimnazjum dla Dorosłych (Centrum Kształcenia Ustawicznego)                                                  |              | ul. Swobodna 71/73                 |         |
| Gimnazjum nr 42 dla Niedostosowanych Społecznie (Młodzieżowy Ośrodek Socjoterapii nr 3)                     |              | ul. Wałbrzyska 50                  |         |
| Gimnazjum nr 43 dla Niedostosowanych Społecznie (Młodzieżowy Ośrodek Socjoterapii nr 2)                     |              | ul. Kielecka 51a                   |         |
| Gimnazjum nr 44 dla Niedostosowanych Społecznie (Młodzieżowy Ośrodek Wychowawczy im. Wojtka Bellona)        |              | ul. Borowska 101                   |         |
| Gimnazjum nr 45 specjalne dla Uczniów z Zaburzeniami Psychicznymi i Przewlekle Chorych (Zespół Szkół nr 12) |              | ul. Białowieska 74a                |         |
| Gimnazjum nr 46 specjalne dla Niesprawnych Ruchowo (Zespół Szkół nr 17)                                     |              | ul. Poświęcka 8                    |         |
| Gimnazjum nr 47 specjalne dla Uczniów z Zaburzeniami Psychicznymi i Przewlekle Chorych (Zespół Szkół nr 13) |              | ul. Wołowska 9                     |         |
| Gimnazjum nr 51 dla Dzieci Słabosłyszących (Zespół Szkół Integracyjnych)                                    |              | ul. Nowodworska 78/82              |         |
| Gimnazjum Specjalne nr 52 dla Uczniów z Dziecięcym Porażeniem Mózgowym (Zespół Szkół nr 21)                 | 1999         | ul. Piotra Ignuta 28               |         |
| Gimnazjum Specjalne nr 53 (Specjalny Ośrodek Szkolno-Wychowawczy nr 1)                                      |              | ul. Wejherowska 28                 |         |
| Gimnazjum specjalne nr 55 (Specjalny Ośrodek Szkolno-Wychowawczy nr 10 im. Janusza Korczaka)                |              | ul. Parkowa 27                     |         |
| Gimnazjum specjalne nr 56 (Specjalny Ośrodek Szkolno-Wychowawczy nr 11 im. Józefy Joteyko)                  |              | ul. Kamienna 99/101                |         |
| Gimnazjum Specjalne nr 58 dla uczniów z autyzmem (Zespół Placówek Oświatowych nr 2)                         |              | ul. Głogowska 30                   |         |

#### Gimnazja niepubliczne
| Nazwa | Uruchomienie | Adres                                                      | Budynki |
| --- | ------------ | ---------------------------------------------------------- | ------- |
| Europejskie Gimnazjum Informatyczno-Językowe „Sigma”                                                        |              | pl. św. Macieja 7a                                         |         |
| Prywatne Gimnazjum Salezjańskie im. św. Edyty Stein                                                         |              | ul. Bolesława Prusa 78                                     |         |
| Społeczne Gimnazjum „Optimum”                                                                               |              | ul. Rybacka 17                                             |         |
| Gimnazjum Stowarzyszenia Edukacyjnego Chrześcijan „Arka”                                                    |              | ul. Stalowowolska 24/26                                    |         |
| Prywatne Gimnazjum Językowe „Parnas”                                                                        |              | ul. Wagonowa 12                                            |         |
| Społeczne Gimnazjum z Oddziałami Integracyjnymi „Amigo”                                                     |              | ul. Żelazna 36                                             |         |
| Gimnazjum „Primus”                                                                                          |              | ul. Jana Matejki 16A                                       |         |
| Gimnazjum „Ekola”                                                                                           |              | ul. Tadeusza Zielińskiego 56                               |         |
| Dwujęzyczne Gimnazjum „Atut” Fundacji Edukacji Międzynarodowej                                              | 2001         | ul. Racławicka 101 kampus Centrum Edukacji Międzynarodowej |         |
| Autorskie Gimnazjum Samorozwoju Gassa                                                                       |              | ul. Kiełczowska 43/3                                       |         |
| Gimnazjum Sióstr Salezjanek im. Jana Pawła II (Zespół Szkół Sióstr Salezjanek)                              |              | pl. Franciszkański 1-3                                     |         |
| Publiczne Gimnazjum Katolickie im. NMP Pośredniczki Łask                                                    |              | ul. Szkocka 64                                             |         |
| Publiczne Gimnazjum Sióstr Urszulanek Unii Rzymskiej                                                        | 1999         | pl. Biskupa Nankiera 16                                    |         |
| Gimnazjum Sportowe „Gimbasket”                                                                              |              | ul. Toruńska 72                                            |         |
| Akademickie Gimnazjum Politechniki Wrocławskiej                                                             | 2014–2019    | Wybrzeże Stanisława Wyspiańskiego 23-25                    |         |
| Gimnazjum Mistrzostwa Sportowego „Junior”                                                                   |              | ul. Słubicka 29/33                                         |         |
| Gimnazjum Integracyjne (Ewangelickie Centrum Diakonii i Edukacji im. ks. Marcina Lutra)                     |              | ul. Wejherowska 28                                         |         |
| Społeczne Gimnazjum Specjalne Stowarzyszenia „Handicap”                                                     |              | ul. Stawowa 1a                                             |         |
| Publiczne Gimnazjum Specjalne dla dziewcząt niedostosowanych społecznie w Młodzieżowym Ośrodku Wychowawczym |              | pl. Grunwaldzki 3b                                         |         |
| AP Edukacja – Gimnazjum dla Dorosłych                                                                       |              | ul. św. Jerzego 4                                          |         |
| Gimnazjum dla Dorosłych                                                                                     |              | ul. Stanisława Przybyszewskiego 59                         |         |
| OMEGA Gimnazjum dla Dorosłych                                                                               |              | ul. Słubicka 29/33                                         |         |
| Futura Gimnazjum dla Dorosłych                                                                              |              | ul. Młodych Techników 58                                   |         |